# اچ‌ام‌اس کی۸
اچ‌ام‌اس کی۸ (به انگلیسی: HMS K8) یک زیردریایی بود که طول آن ۳۳۹ فوت (۱۰۳ متر) بود. این زیردریایی در سال ۱۹۱۷ ساخته شد.